# Бушмелёв, Сергей Адольфович
Сергей Адольфович Бушмелёв (7 июля 1966, Уфа — 28 августа 1992, Уфа) — советский и российский хоккеист, нападающий. Мастер спорта СССР международного класса (1990).

## Биография
Воспитанник СДЮШОР «Салават Юлаев», тренер В. И. Воробьёв. Победитель Спартакиады народов РСФСР (1981). В первенстве СССР начинал играть в сезоне 1982/83 в команде второй лиги «Авангард» Уфа. Чемпион СССР среди юношей (1983). С сезона 1984/85 — в «Салавате Юлаеве», в сезонах 1985/86 — 1986/87 провёл 42 игры в чемпионате СССР. С сезона 1989/90 — в московском «Спартаке», играл в тройке с Болдиным и Борщевским.
Победитель зимней Универсиады 1989.
Серебряный призёр чемпионата СССР 1990/91, бронзовый призёр чемпионата СССР 1991/92.
Играл за сборные СССР и СНГ. Победитель турнира на призы «Известий» 1990.
После окончания сезона-1991/92 вернулся в Уфу. Погиб в возрасте 26 лет — 28 августа 1992 года в уфимском ресторане был убит выстрелом в сердце. Убийцей был местный криминальный авторитет.